# Sulfato de dietilo
Sulfato de dietilo é um composto químico altamente tóxico e provavelmente carcinógeno com fórmula (C2H5)2SO4. Ocorre como um líquido incolor com um odor de hortelã-pimenta.
Sulfato de dietilo é usado como um agente alquilante para preparar etil derivados de fenóis, aminas, e tióis.

## Leituras adicionais
- Buck, J. R. Park, M.; Wang, Z.; Prudhomme, D. R.; Rizzo, C. J. «9-Ethyl-3,6-Dimethylcarbazole (DMECZ)». Org. Synth. 77. 153 páginas
- Shammi Theodore and P.S.T. Sai (2001). «Esterification of Ethanol with Sulfuric Acid: A Kinetic Study» (PDF). Canadian Journal of Chemical Engineering. 79. 54 páginas. doi:10.1002/cjce.5450790109. Consultado em 20 de março de 2010. Arquivado do original (PDF) em 6 de fevereiro de 2005
- «Sulfato de dietilo-Guidechem.com»